# Estación de Busan
La Estación de Busan (en hangul, 부산역; en hanja, 釜山驛; romanización revisada, Busannyeok; McCune-Reischauer, Pusannyŏk) es la principal estación de ferrocarril de Busan, Corea del Sur. Es el extremo sur de la línea Gyeongbu, la línea ferroviaria más importante del país, que une Busan con Seúl en menos de tres horas en la línea KTX del sistema ferroviario de alta velocidad de Corea. También es una estación de metro en la línea 1 del metro de Busan entre las estaciones de Jungang y Choryang.

## Historia
La construcción de la nueva terminal KTX de Busan comenzó en 2001 y se completó en 2003. La nueva estación cubre 24 646 metros cuadrados y está equipada con máquinas expendedoras de billetes automáticas actualizadas, 11 ascensores, 10 escaleras mecánicas, área de PC, áreas de espera y expendedoras.
Todo el frente curvo convexo de la estructura es una construcción cubierta de vidrio y la estación se considera un edificio arquitectónicamente significativo.
La entrada principal se abre a una gran área tipo parque que rodea el frente de la estación hacia el oeste.